# La'Vere Corbin-Ong
La'Vere Lawrence Corbin-Ong (Londen, 22 april 1991) is een Maleisisch-Canadees-Engels voetballer die als verdediger voor Johor Darul Ta'zim speelt.

## Carrière
La'Vere Corbin-Ong werd in Londen geboren met ouders uit Barbados en Maleisië, maar verhuisde op jonge leeftijd naar Canada. Hier speelde hij voor de reserves van Vancouver Whitecaps FC, waarna hij naar Duitsland vertrok om voor de amateurclubs FC Pommern Greifswald en Berliner AK 07 te spelen. In 2016 vertrok hij naar FSV Frankfurt, waarmee hij uit de 3. Liga degradeerde. In de zomer van 2017 vertrok hij naar Go Ahead Eagles. In november verliet hij de club om een contract te tekenen bij Johor Darul Ta'zim in Maleisië.
In maart 2017 werd hij geselecteerd voor het Canadees voetbalelftal, waarmee hij debuteerde in een 1-1 gelijkspel tegen Schotland. In maart 2018 werd Corbin-Ong opgeroepen voor het Maleisisch voetbalelftal voor de oefenwedstrijden tegen Mongolië en Libanon, hij zou in deze wedstrijden geen speelminuten krijgen.

### Statistieken
| Seizoen                    | Club                  | Land           | Competitie            | Competitie | Competitie | Beker | Beker | Internationaal | Internationaal | Totaal | Totaal |
| Seizoen                    | Club                  | Land           | Competitie            | Wed.       | Dlp.       | Wed.  | Dlp.  | Wed.           | Dlp.           | Wed.   | Dlp.   |
| -------------------------- | --------------------- | -------------- | --------------------- | ---------- | ---------- | ----- | ----- | -------------- | -------------- | ------ | ------ |
| 2012/13                    | FC Pommern Greifswald | Duitsland      | Oberliga Nordost      | 28         | 1          | –     | –     | –              | –              | 28     | 1      |
| 2013/14                    | FC Pommern Greifswald | Duitsland      | Oberliga Nordost      | 29         | 4          | –     | –     | –              | –              | 29     | 4      |
| 2014/15                    | Berliner AK 07        | Duitsland      | Regionalliga Nordost  | 30         | 2          | –     | –     | –              | –              | 30     | 2      |
| 2015/16                    | Berliner AK 07        | Duitsland      | Regionalliga Nordost  | 34         | 2          | –     | –     | –              | –              | 34     | 2      |
| 2016/17                    | FSV Frankfurt         | Duitsland      | 3. Liga               | 36         | 0          | 1     | 0     | –              | –              | 37     | 0      |
| 2017/18                    | Go Ahead Eagles       | Nederland      | Eerste divisie        | 9          | 0          | 1     | 0     | –              | –              | 10     | 0      |
| 2018                       | Johor Darul Ta'zim    | Maleisië       | Malaysia Super League | 21         | 1          | 14    | 0     | 4              | 0              | 39     | 1      |
| 2019                       | Johor Darul Ta'zim    | Maleisië       | Malaysia Super League | 18         | 0          | 9     | 0     | 6              | 0              | 33     | 0      |
| 2020                       | Johor Darul Ta'zim    | Maleisië       | Malaysia Super League | 11         | 0          | 1     | 0     | 2              | 0              | 14     | 0      |
| 2021                       | Johor Darul Ta'zim    | Maleisië       | Malaysia Super League | 20         | 0          | 10    | 0     | 3              | 0              | 33     | 0      |
| 2022                       | Johor Darul Ta'zim    | Maleisië       | Malaysia Super League | 22         | 0          | 11    | 0     | 6              | 0              | 39     | 0      |
| 2023                       | Johor Darul Ta'zim    | Maleisië       | Malaysia Super League | 12         | 3          | 3     | 1     | 0              | 0              | 15     | 4      |
| Carrièretotaal             | Carrièretotaal        | Carrièretotaal | Carrièretotaal        | 270        | 13         | 50    | 1     | 21             | 0              | 341    | 14     |
| Bijgewerkt op 26 juni 2023 |                       |                |                       |            |            |       |       |                |                |        |        |

### Internationaal
| Interlands van La'Vere Corbin-Ong voor Canada | Interlands van La'Vere Corbin-Ong voor Canada | Interlands van La'Vere Corbin-Ong voor Canada | Interlands van La'Vere Corbin-Ong voor Canada | Interlands van La'Vere Corbin-Ong voor Canada | Interlands van La'Vere Corbin-Ong voor Canada |
| №                                             | Datum                                         | Wedstrijd                                     | Uitslag                                       | Soort wedstrijd                               | Doelpunten                                    |
| Als speler bij FSV Frankfurt                  | Als speler bij FSV Frankfurt                  | Als speler bij FSV Frankfurt                  | Als speler bij FSV Frankfurt                  | Als speler bij FSV Frankfurt                  | Als speler bij FSV Frankfurt                  |
| --------------------------------------------- | --------------------------------------------- | --------------------------------------------- | --------------------------------------------- | --------------------------------------------- | --------------------------------------------- |
| 1.                                            | 22 maart 2017                                 | Schotland – Canada                            | 1 – 1                                         | Vriendschappelijk                             | 0                                             |

| Interlands van La'Vere Corbin-Ong voor Maleisië | Interlands van La'Vere Corbin-Ong voor Maleisië | Interlands van La'Vere Corbin-Ong voor Maleisië | Interlands van La'Vere Corbin-Ong voor Maleisië | Interlands van La'Vere Corbin-Ong voor Maleisië | Interlands van La'Vere Corbin-Ong voor Maleisië |
| №                                               | Datum                                           | Wedstrijd                                       | Uitslag                                         | Soort wedstrijd                                 | Doelpunten                                      |
| Als speler bij                                  | Als speler bij                                  | Als speler bij                                  | Als speler bij                                  | Als speler bij                                  | Als speler bij                                  |
| ----------------------------------------------- | ----------------------------------------------- | ----------------------------------------------- | ----------------------------------------------- | ----------------------------------------------- | ----------------------------------------------- |
| 1.                                              | 2 juni 2019                                     | Maleisië – Nepal                                | 2 – 0                                           | Vriendschappelijk                               | 0                                               |
| 2.                                              | 7 juni 2019                                     | Maleisië – Oost-Timor                           | 7 – 1                                           | WK 2022 kwalificatie                            | 1                                               |
| 3.                                              | 30 augustus 2019                                | Maleisië – Jordanië                             | 0 – 1                                           | Vriendschappelijk                               | 0                                               |
| 4.                                              | 5 september 2019                                | Indonesië – Maleisië                            | 2 – 3                                           | WK 2022 kwalificatie                            | 0                                               |
| 5.                                              | 10 september 2019                               | Maleisië – Verenigde Arabische Emiraten         | 1 – 2                                           | WK 2022 kwalificatie                            | 0                                               |
| 6.                                              | 5 oktober 2019                                  | Maleisië – Sri Lanka                            | 6 – 0                                           | Vriendschappelijk                               | 0                                               |
| 7.                                              | 10 oktober 2019                                 | Vietnam – Maleisië                              | 1 – 0                                           | WK 2022 kwalificatie                            | 0                                               |
| 8.                                              | 9 november 2019                                 | Maleisië – Tadzjikistan                         | 1 – 0                                           | Vriendschappelijk                               | 0                                               |
| 9.                                              | 14 november 2019                                | Maleisië – Thailand                             | 2 – 1                                           | WK 2022 kwalificatie                            | 0                                               |
| 10.                                             | 19 november 2019                                | Maleisië – Indonesië                            | 2 – 0                                           | WK 2022 kwalificatie                            | 0                                               |
| 11.                                             | 23 mei 2021                                     | Koeweit – Maleisië                              | 4 – 1                                           | Vriendschappelijk                               | 0                                               |
| 12.                                             | 28 mei 2021                                     | Bahrein – Maleisië                              | 2 – 0                                           | Vriendschappelijk                               | 0                                               |
| 13.                                             | 3 juni 2021                                     | Verenigde Arabische Emiraten – Maleisië         | 4 – 0                                           | WK 2022 kwalificatie                            | 0                                               |
| 14.                                             | 11 juni 2021                                    | Maleisië – Vietnam                              | 1 – 2                                           | WK 2022 kwalificatie                            | 0                                               |
| 15.                                             | 23 maart 2022                                   | Maleisië – Filipijnen                           | 2 – 0                                           | Vriendschappelijk                               | 0                                               |
| 16.                                             | 26 maart 2022                                   | Singapore – Maleisië                            | 2 – 1                                           | Vriendschappelijk                               | 0                                               |
| 17.                                             | 1 juni 2022                                     | Maleisië – Hongkong                             | 2 – 0                                           | Vriendschappelijk                               | 0                                               |
| 18.                                             | 8 juni 2022                                     | Maleisië – Turkmenistan                         | 3 – 1                                           | AFC Asian Cup 2023 kwalificatie                 | 1                                               |
| 19.                                             | 11 juni 2022                                    | Maleisië – Bahrein                              | 1 – 2                                           | AFC Asian Cup 2023 kwalificatie                 | 0                                               |
| 20.                                             | 14 juni 2022                                    | Maleisië – Bangladesh                           | 4 – 1                                           | AFC Asian Cup 2023 kwalificatie                 | 0                                               |
| 21.                                             | 22 september 2022                               | Thailand – Maleisië                             | 1 – 1(3 – 5 n.s.)                               | Vriendschappelijk                               | 1                                               |
| 22.                                             | 25 september 2022                               | Maleisië – Tadzjikistan                         | 1 – 1(0 – 3 n.s.)                               | Vriendschappelijk                               | 0                                               |
| 23.                                             | 23 maart 2023                                   | Maleisië – Turkmenistan                         | 1 – 0                                           | Vriendschappelijk                               | 0                                               |
| 24.                                             | 28 maart 2023                                   | Maleisië – Hongkong                             | 2 – 0                                           | Vriendschappelijk                               | 0                                               |
| 25.                                             | 14 juni 2023                                    | Maleisië – Salomonseilanden                     | 4 – 1                                           | Vriendschappelijk                               | 0                                               |